# 西益郡
西益郡，中国南北朝时设置的郡。
南朝齐萧昭业隆昌元年（494年）设立西益郡，同时设立的有江阳郡、犍為郡、永兴郡、永宁郡、安宁郡，属梁州，荒或无民户。大约在云南省一带。南朝梁废置。